# Didivar
Didivar è un comune dell'Azerbaigian situato nel distretto di Babək.